# Meinit Goldeya
Meinit Goldeya (transcrit Meanit Goldiiya, Meinit Goldeya, Menit Goldiye ou Meinit Goldiya) est un woreda de la zone Mirab Omo de la région Éthiopie du Sud-Ouest. Partie nord de l'ancien woreda Meinit, ce district a 88 863 habitants en 2007 et son centre administratif est Bachuma. Son extrémité occidentale se détache récemment sous le nom de Gachit.

## Situation
Extrémité nord de la zone Mirab Omo, Meinit Goldeya est limitrophe des zones Keffa et Bench Sheko, il est bordé par Meinit Shasha dans la zone Mirab Omo.
La rivière Dalcha qui le sépare de la zone Kaffa, place tout l'est du district dans le bassin versant de l'Omo tandis que la partie ouest appartient au bassin versant du Nil Blanc par les rivières Dima et Akobo.
Le centre administratif, Bachuma,, ou Berciuma, se situe une trentaine de kilomètres au sud-est de Shewa Ghimira.
Le district pourrait tenir son nom de la localité homonyme, Goldya, qui se trouve une vingtaine de kilomètres au sud-ouest du centre administratif,.

## Histoire
L'ancien woreda Meinit se subdivise sans doute au début des années 2000[réf. souhaitée] entre Meinit Goldeya et Meinit Shasha. Les deux woredas apparaissent déjà séparément dans l'Atlas of the Ethiopian rural economy publié en 2006. Leurs centres administratifs sont respectivement Bachuma et Jemu,.
Ils font partie de la zone Bench Maji puis de la zone Mirab Omo de la région des nations, nationalités et peuples du Sud jusqu'à ce que l'ensemble de la zone passe dans la région Éthiopie du Sud-Ouest en 2021.
Les nouveaux districts, Gachit (détaché de Meinit Goldeya) et Gori Gesha (détaché de Meinit Shasha) reprennent finalement l'ouest de l'ancien woreda Meinit au contact de la zone Bench Sheko.

## Population
Meinit Goldeya compte 88 863 habitants au recensement national de 2007 dont 2 547 habitants à Bachuma.
En 2022, la population est estimée sur le même périmètre à 119 144 personnes avec une densité de population de 71 personnes par km2 et 1 687 km2 de superficie.
Entre-temps, toutefois, le détachement de 521 km2 au bénéfice de Gachit au début des années 2020 réduit d'autant le territoire de Meinit Goldeya.